# Pücklerové
Rod Pücklerů s větvemi Pückler-Muskau, Pückler-Burghauss (Pückler-Burghauß), Pückler-Limpurg a Pückler-Groditz byl název starého a vlivného německého šlechtického rodu, který pocházel ze Slezska.

## Dějiny
Rod byl poprvé zmíněn ve 13. století. Hraběcí titul získali v roce 1690, přičemž titulem říšského hraběte byli odměněni v roce 1740 Karlem VI. Jedna knížecí linie byla vytvořena v roce 1822 Fridricha Viléma III. pro hraběte Hermanna von Pückler-Muskau a několik komitálních větví rodu. Rod jako takový patřil k úzkému okruhu vysoké šlechty, ale v roce 1963 vymřel.

### Významní členové rodu
- Hermann, kníže von Pückler-Muskau (1785, zámek Muskau, Bad Muskau – 1871), německý šlechtic, umělec, proslulý parkem Muskau (polsky: Park Mużakowski)
- Erdmann Graf von Pückler-Limpurg (1792–1869)
- Karl von Pückler-Burghauß (1817–1899)
- Erdmann von Pückler (1832–1888)
- Heinrich von Pückler (1835–1897)
- Hrabě Carl Friedrich Pücklersko-Burghausský, baron z Groditz (1886, Friedland, Slezsko – 1945, Čimelice)